# Championnat d'Afrique des clubs champions féminin de volley-ball
Le Championnat d'Afrique des clubs champions féminin de volley-ball (appelé aussi Coupe d'Afrique des clubs champions) est la plus prestigieuse compétition de clubs du volley-ball féminin africain.
Le vainqueur est qualifié pour le Championnat du monde des clubs féminin de volley-ball.

## Histoire
La Coupe d'Afrique des clubs champions de volley-ball est créée en 1986.

## Palmarès

### Palmarès par édition
| N°                                                       | Édition                           | Lieu                              | Vainqueur                         | Finaliste                         | Troisième                         | Quatrième                          |
| Coupe des clubs champions féminin                        | Coupe des clubs champions féminin | Coupe des clubs champions féminin | Coupe des clubs champions féminin | Coupe des clubs champions féminin | Coupe des clubs champions féminin | Coupe des clubs champions féminin  |
| -------------------------------------------------------- | --------------------------------- | --------------------------------- | --------------------------------- | --------------------------------- | --------------------------------- | ---------------------------------- |
| 1re                                                      | 1986                              | Tunis                             | Club africain                     | FAR de Rabat                      | Al Ahly SC                        | MP Alger                           |
| 2e                                                       | 1987                              | Le Caire                          | Club africain (2)                 | Al Ahly SC                        | MP Alger                          | Heliopolis Sporting Club           |
| 3e                                                       | 1988                              | Alger                             | Club africain (3)                 | Al Ahly SC                        | MP Alger                          | Zitouna Sports                     |
| 4e                                                       | 1989                              | Tunis                             | Club africain (4)                 | Al Ahly SC                        | Al Hilal Sports                   | Kenya Pipeline                     |
| 5e                                                       | 1990                              | Nairobi                           | Posta Kenya                       | KPC Kenya                         | Al Ahly SC                        | MC Alger                           |
| Non disputé entre 1991 et 1996                           |                                   |                                   |                                   |                                   |                                   |                                    |
| 6e                                                       | 1997                              | Nairobi                           | Kenya Pipeline                    | Delta Force                       | Kenya Commercial Bank SC          | Posta Kenya                        |
| 7e                                                       | 1998                              | Nairobi                           | Kenya Pipeline (2)                |                                   | Kenya Commercial Bank SC          |                                    |
| 8e                                                       | 1999                              | Le Caire                          | Al Ahly SC                        |                                   |                                   | Kenya Commercial Bank SC           |
| 9e                                                       | 2000                              |                                   | Al Ahly SC (2)                    |                                   |                                   |                                    |
| 10e                                                      | 2001                              | Tlemcen                           | Kenya Pipeline (3)                | Al Ahly SC                        | Telkom Kenya                      | AES Sonel                          |
| 11e                                                      | 2002                              | Dakar                             | Kenya Pipeline                    | MC Alger                          | Cascade Volleyball Club           | Sococim Volley-ball Club           |
| 12e                                                      | 2003                              | Le Caire                          | Al Ahly SC (3)                    | Kenya Pipeline                    | AES Sonel                         | INJS Yaoundé                       |
| 13e                                                      | 2004                              | Dakar                             | Kenya Pipeline (4)                | Nacéria Club de Béjaïa            | Al Ahly SC                        | Interclub de Brazzaville           |
| 14e                                                      | 2005                              | Nairobi                           | Kenya Pipeline (5)                | Al Ahly SC                        | Kenya Commercial Bank SC          | Telkom Kenya                       |
| 15e                                                      | 2006                              | Vacoas-Phœnix                     | Kenya Commercial Bank SC          | Al Ahly SC                        | Kenya Pipeline                    | Mafolofolo Volleyball Club         |
| 16e                                                      | 2007                              | Le Caire                          | Al Ahly SC (4)                    | Kenya Pipeline                    | Kenya Commercial Bank SC          | El Shams                           |
| Championnat d'Afrique des clubs champions féminin        |                                   |                                   |                                   |                                   |                                   |                                    |
| 17e                                                      | 2008                              | Le Caire                          | Kenya Prisons                     | MC Alger                          | Kenya Commercial Bank SC          | Al Ahly SC                         |
| 18e                                                      | 2009                              | Nairobi                           | Al Ahly SC (5)                    | Kenya Commercial Bank SC          | Nacéria Club de Béjaïa            | INJS Yaoundé                       |
| 19e                                                      | 2010                              | Vacoas-Phœnix                     | Kenya Prisons (2)                 | Kenya Pipeline                    | Kenya Commercial Bank SC          | Bafia Évolution                    |
| 20e                                                      | 2011                              | Nairobi                           | Kenya Prisons (3)                 | Kenya Pipeline                    | Al Ahly SC                        | INJS Yaoundé                       |
| 21e                                                      | 2012                              | Nairobi                           | Kenya Prisons (4)                 | Kenya Pipeline                    | NJ de Chlef                       | FAP Yaoundé                        |
| 22e                                                      | 2013                              | Antananarivo                      | Kenya Prisons (5)                 | GSP Alger                         | Al Ahly SC                        | MB Béjaïa                          |
| 23e                                                      | 2014                              | Carthage                          | GSP Alger                         | Kenya Prisons                     | Kenya Pipeline                    | CF Carthage                        |
| 24e                                                      | 2015                              | Le Caire                          | Al Ahly SC (6)                    | Kenya Pipeline                    | CF Carthage                       | Shams Club                         |
| 25e                                                      | 2016                              | Carthage                          | Al Ahly SC (7)                    | CF Carthage                       | Kenya Pipeline                    | Revenue Authority volley-ball Club |
| 26e                                                      | 2017                              | Monastir                          | CF Carthage                       | Shams Club                        | Kenya Prisons                     | Al Ahly SC                         |
| 27e                                                      | 2018                              | Le Caire                          | Al Ahly SC (8)                    | CF Carthage                       | Kenya Pipeline                    | Kenya Prisons                      |
| 28e                                                      | 2019                              | Le Caire                          | Al Ahly SC (9)                    | CF Carthage                       | Kenya Pipeline                    | Groupement Sportif des Pétroliers  |
| Non disputé en 2020 en raison de la pandémie de Covid-19 |                                   |                                   |                                   |                                   |                                   |                                    |
| 29e                                                      | 2021                              | Kélibia                           | CF Carthage                       | CS sfaxien                        | Kenya Prisons                     | Nigeria Customs                    |
| 30e                                                      | 2022                              | Kélibia El Haouaria               | Kenya Commercial Bank SC          | Al Ahly SC                        | Kenya Pipeline                    | CF Carthage                        |
| 31e                                                      | 2023                              | Nabeul Grombalia                  | Zamalek Sporting Club             | Kenya Pipeline                    | CF Carthage                       | Groupement sportif des Pétroliers  |
| 32e                                                      | 2024                              | Le Caire                          | Zamalek Sporting Club             | Al Ahly SC                        | Kenya Pipeline                    | Kenya Commercial Bank SC           |
| 33e                                                      | 2025                              | Abuja                             | Zamalek Sporting Club             | Al Ahly SC                        | Kenya Pipeline                    | CF Carthage                        |

### Palmarès par club
| #  | Clubs                   | Vainqueur | Deuxième | Troisième | Total |
| -- | ----------------------- | --------- | -------- | --------- | ----- |
| 1  | Al Ahly SC              | 9         | 10       | 4         | 24    |
| 2  | Kenya Pipeline          | 5         | 7        | 8         | 20    |
| 3  | Kenya Prisons           | 5         | 1        | 3         | 9     |
| 4  | Club africain           | 4         |          |           | 4     |
| 5  | Zamalek Sporting Club   | 3         |          |           | 3     |
| 6  | CF Carthage             | 2         | 3        | 2         | 7     |
| 7  | Commercial Bank SC      | 2         | 1        | 5         | 8     |
| 8  | GSP Alger               | 1         | 3        | 3         | 7     |
| 9  | ASW Béjaïa              | 1         |          |           | 1     |
| 10 | Nacéria club de Béjaïa  |           | 1        | 1         | 2     |
| 11 | CS Sfaxien              |           | 1        |           | 1     |
| 11 | FAR de Rabat            |           | 1        |           | 1     |
| 11 | Shams Club              |           | 1        |           | 1     |
| 14 | Al Hilal sports         |           |          | 1         | 1     |
| 14 | Cascade Volleyball Club |           |          | 1         | 1     |
| 14 | AES Sonel               |           |          | 1         | 1     |
| 14 | NJ de Chlef             |           |          | 1         | 1     |
| 14 | Telkom Kenya            |           |          | 1         | 1     |

### Palmarès par nation
| # | Pays       | Vainqueur | Deuxième | Troisième | Total |
| - | ---------- | --------- | -------- | --------- | ----- |
| 1 | Égypte     | 13        | 12       | 4         | 29    |
| 2 | Kenya      | 13        | 11       | 15        | 39    |
| 3 | Tunisie    | 6         | 4        | 3         | 13    |
| 4 | Algérie    | 2         | 4        | 5         | 11    |
| 5 | Maroc      |           | 1        |           | 1     |
| 6 | Cameroun   |           |          | 1         | 1     |
| 6 | Seychelles |           |          | 1         | 1     |